# Płaszczoobrosłe
Płaszczoobrosłe, pochewkowce (Coleoidea, z gr. koleos – pochwa miecza + eidos – kształt), dwuskrzelne (Dibranchia), wewnątrzmuszlowce (Endocochlia) – podgromada głowonogów (Cephalopoda) obejmująca gatunki ośmio- i dziesięcioramienne, u których muszla, w różnym stopniu zredukowana, jest całkowicie obrośnięta płaszczem. Pojawiły się w kredzie. Niektóre są uznawane za zwierzęta o wysokim stopniu inteligencji. Wiele gatunków poławia się dla celów konsumpcyjnych.

## Występowanie
Zasiedlają większość środowisk w wodach oceanicznych, od litoralu po głębie oceaniczne (rekordowa zanotowana głębokość to 7279 m). Nie występują w wodach słodkich. W wielu regionach są dominującym elementem ekosystemu.

## Budowa
Szkielet wewnętrzny Coleoidea, zwykle nazywany muszlą lub muszlą wewnętrzną, jest całkowicie obrośnięty płaszczem. U niektórych gatunków zanikł całkowicie, u innych ma postać małej płytki (gladius), a u mątew tworzy kość mątwią. Jedynie samice Argonautidae budują muszlę zewnętrzną.
Głowonogi z tej grupy mają 8 lub 10 ramion zaopatrzonych w przyssawki. U samców 1 lub (rzadko) 2 ramiona są przekształcone w hektokotylus. Silnie umięśniony lejek umożliwia wystrzykiwanie wody z dużą siłą, dzięki czemu płaszczoobrosłe mogą wykonywać bardzo gwałtowne skoki. Płaszczoobrosłe oddychają dwoma skrzelami (stąd nazwa dwuskrzelne). Większość wykształciła płetwy. U wszystkich obecny jest woreczek czernidłowy zawierający ciemną wydzielinę wystrzykiwaną w razie zagrożenia. Oczy głowonogów mają budowę zbliżoną do oczu kręgowców. W skórze większości gatunków występują chromatofory.

## Systematyka

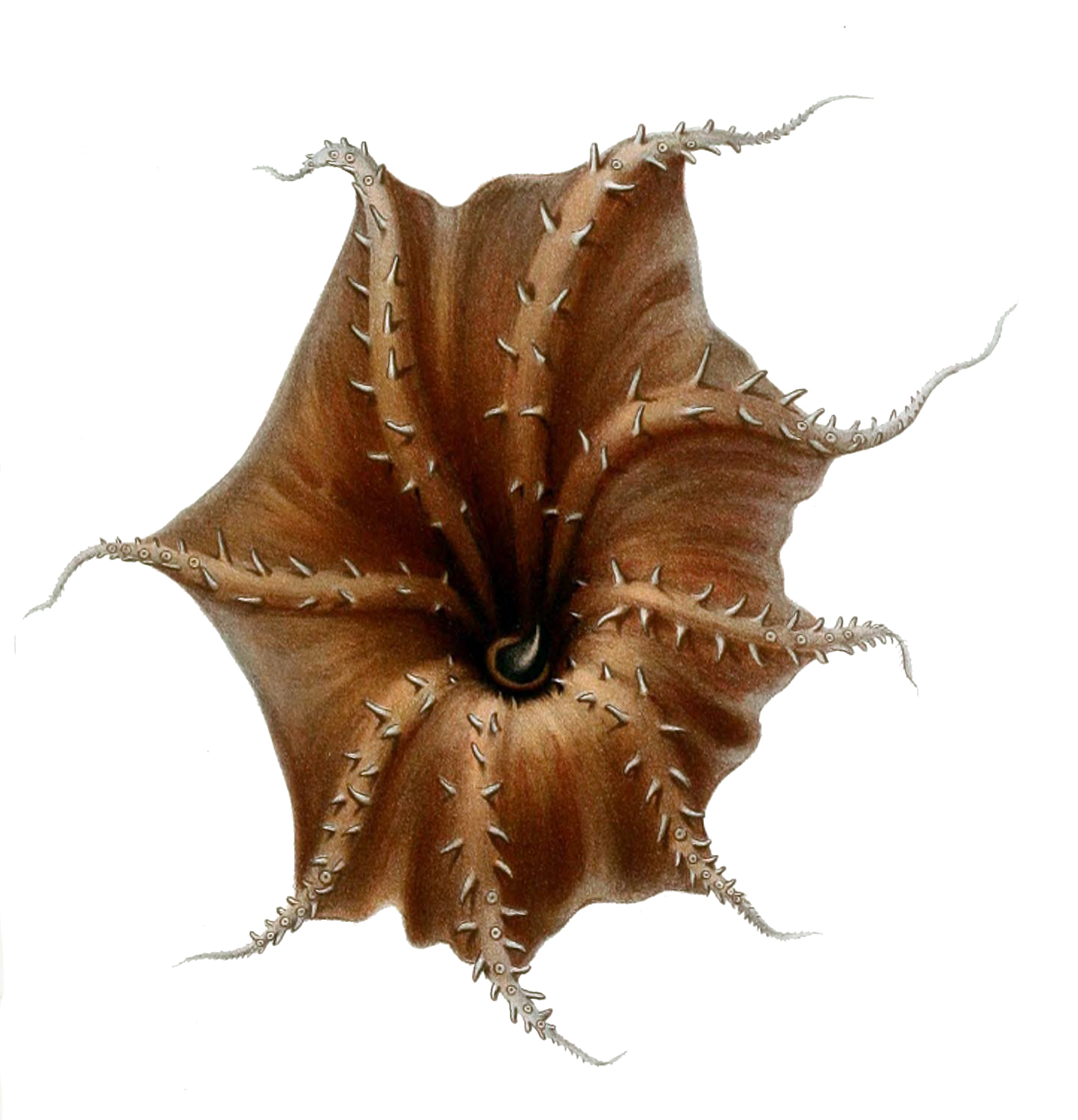
Ramiona wampirzycy piekielnej (Vampyroteuthis infernalis)

Do płaszczobrosłych zaliczane są wymarłe belemnity, klasyfikowane w randze nadrzędu Belemnoidea, oraz współcześnie żyjące i wymarłe gatunki – Neocoleoidea, dzielone, w zależności od liczby ramion, na:
- Decapodiformes, Decabrachia[1] – dziesięciornice, do których należą głowonogi dziesięcioramienne, a wśród nich mątwy i kałamarnice
- Octopodiformes, Octobrachia[1] – obejmujące głowonogi ośmioramienne (ośmiornice i wampirzyce).